# Acronicta harveyana
Acronicta harveyana är en fjärilsart som beskrevs av Augustus Radcliffe Grote 1875. Acronicta harveyana ingår i släktet Acronicta och familjen nattflyn. Inga underarter finns listade i Catalogue of Life.